# How Many Votes Fix Mix
How Many Votes Fix Mix – minialbum pochodzącej ze Sri Lanki brytyjskiej wokalistki M.I.A. wydany cyfrowo 28 października 2008. Powiększone wydanie ukazało się 4 listopada 2008. Na krążku znalazła się oprócz utworów "Boyz" i "Far Far" z albumu Kala nowa kompozycja "Shells".

## Utwory na płycie
1. "Boyz" [ft. Jay-Z] – 4:16
2. "Far Far" – 2:35
3. "Shells" – 3:25